# Měcholupy (zámek)
Měcholupy jsou barokní zámek ve stejnojmenné obci v okrese Louny. Stojí uprostřed vesnice na levém břehu řeky Blšanky. Od roku 1964 je chráněn jako kulturní památka.

## Historie
Předchůdcem zámku byla tvrz, kterou nechali postavit příslušníci rodu Sekerků ze Sedčic zřejmě v průběhu šestnáctého století. Jetřich Sekerka ze Sedčic však o panství přišel za účast na českém stavovském povstání. V konfiskačním protokolu je uvedena tvrz s vesnicí a dvorem, dále ovčín, pivovar, mlýn, lesy a rybníky. Zabavené panství, ke kterému patřily vesnice Sádek, Deštnice, Lhota, Tronice a Veletice, od královské komory získal v roce 1624 Jan Kryštof z Paaru. Jeho syn, Karel z Paaru, nechal starou tvrz přestavět na barokní zámek s kaplí a anglickým parkem, který však zanikl při povodni v roce 1872. Od roku 1690, kdy panství koupil Jaroslav z Vršovců, se vystřídalo více majitelů. Teprve roku 1861 (nebo 1860) zámek koupil rakouský podnikatel Anton Eugen Dreher starší (7. června 1810 ve Schwechatu u Vídně – 27. prosince 1863 tamtéž) a jeho potomkům patřil až do roku 1945. Ve druhé polovině dvacátého století byl v zámku internát a kanceláře. Od roku 1988 v něm sídlí logopedická základní škola.

## Stavební podoba
Zámek je čtyřkřídlá budova postavená okolo čtvercového dvora. V přízemí se dochovaly klenuté místnosti ze sedmnáctého století. Nad severním křídlem bývala věž, kterou dali strhnout Dreherové, když na konci devatenáctého století nechali přistavět druhé patro využívané jako sýpka a sklad chmele.